# Leuctra bidula
Leuctra bidula är en bäcksländeart som beskrevs av Aubert 1962. Leuctra bidula ingår i släktet Leuctra och familjen smalbäcksländor. Inga underarter finns listade i Catalogue of Life.